# Giro di Lombardia 1953
Il Giro di Lombardia 1953, quarantasettesima edizione della corsa, fu disputata il 25  ottobre 1953, su un percorso totale di 222 km. Fu vinta dall'italiano Bruno Landi, giunto al traguardo con il tempo di 6h01'50" alla media di 36,812 km/h, precedendo Pino Cerami e Pierre Molinéris.
Presero il via da Milano 142 ciclisti e 67 di essi portarono a termine la gara.

## Ordine d'arrivo (Top 10)
| Pos. | Corridore        | Squadra          | Tempo    |
| ---- | ---------------- | ---------------- | -------- |
| 1    | Bruno Landi      | Fiorelli         | 6h01'50" |
| 2    | Pino Cerami      | Peugeot-Dunlop   | s.t.     |
| 3    | Pierre Molinéris | Fiorelli         | s.t.     |
| 4    | Stan Ockers      | Peugeot-Dunlop   | s.t.     |
| 5    | Angelo Conterno  | Frejus           | s.t.     |
| 6    | Jan de Valck     | Garin-Wolber     | s.t.     |
| 7    | Fiorenzo Magni   | Ganna-Ursus      | s.t.     |
| 8    | Donato Zampini   | Benotto-Levrieri | s.t.     |
| 9    | Bruno Monti      | Arbos            | s.t.     |
| 10   | Mino De Rossi    | Bianchi-Pirelli  | s.t.     |